# Серьгино (Пермский край)
Серьгино — село в Сивинском муниципальном округе Пермского края России.

## История
Известно с 1782 года. До марта 2020 года входило в состав ныне упразднённого Екатеринского сельского поселения Сивинского района.

## География
Село находится в западной части края, в пределах восточной части Верхнекамской возвышенности, к северу от автодороги Р243, на расстоянии приблизительно 14 километров (по прямой) к северо-западу от села Сивы, административного центра округа. Абсолютная высота — 196 метров над уровнем моря.
Климат
Климат характеризуется как умеренно континентальный, с продолжительной многоснежной холодной зимой и коротким умеренно тёплым летом. Средняя многолетняя температура самого холодного месяца (января) составляет −15,1 °С (абсолютный минимум — −50,5 °С), температура самого тёплого (июля) — 17,7 °С (абсолютный максимум — 34,5 °С). Среднегодовое количество осадков — 586 мм. Снежный покров держится в среднем около 180 дней в году.

## Население
| 2010 |
| ---- |
| 414  |

Половой состав
По данным Всероссийской переписи населения 2010 года в половой структуре населения мужчины составляли 51,4 %, женщины — соответственно 48,6 %.
Национальный состав
Согласно результатам переписи 2002 года, в национальной структуре населения русские составляли 96 % из 375 чел.